# Aurélien Gaya
Aurélien Gaya (Brest, 20 giugno 1979) è un attore francese.
Nato da madre francese e padre togolese, Aurélien Gaya, ha frequentato per tre anni una scuola di recitazione francese. Giunto a Roma nel giugno del 2008, è stato scelto per interpretare il ruolo di Otello nel film di Volfango De Biasi Iago, versione rivisitata della tragedia shakespeariana Otello.
Dopo questo suo esordio come coprotagonista, è stato inserito nel cast di Henry, un film di Alessandro Piva tratto dal romanzo omonimo di Giovanni Mastrangelo.

## Filmografia parziale
- Iago, regia di Volfango De Biasi (2009)
- Henry, regia di Alessandro Piva (2010)